# Кага-Бандоро
Кага-Бандоро — город в Центральноафриканской Республике, административный центр префектуры Нана-Гребизи и одной из её двух субпрефектур. Население — 55 047 чел. (2021).
В Кага-Бандоро расположен центр местной католической епархии.

## География и климат
Город расположен севернее центра страны, чуть более чем в 131 км от границы с Чадом. Расстояние до столицы страны, Банги, примерно составляет 298 км (по прямой; по автодороге — от 343 до 373 км). Кага-Бондоро стоит на слиянии рек Грибинги и Шари.
| Показатель                                           | Янв. | Фев. | Март | Апр. | Май  | Июнь | Июль | Авг. | Сен. | Окт. | Нояб. | Дек. | Год  |
| ---------------------------------------------------- | ---- | ---- | ---- | ---- | ---- | ---- | ---- | ---- | ---- | ---- | ----- | ---- | ---- |
| Средний суточный максимум, °C                        | 32,2 | 33,9 | 34,0 | 32,8 | 32,0 | 30,5 | 30,1 | 31,8 | 30,9 | 31,9 | 31,3  | 31,2 | 31,9 |
| Средняя температура, °C                              | 21,0 | 23,0 | 24,9 | 25,0 | 25,0 | 24,1 | 24,4 | 25,8 | 24,6 | 25,1 | 22,3  | 20,8 | 23,9 |
| Средний суточный минимум, °C                         | 9,9  | 12,1 | 15,9 | 17,3 | 18,0 | 17,8 | 18,7 | 19,8 | 18,4 | 18,3 | 13,4  | 10,5 | 15,8 |
| Норма осадков, мм                                    | 2    | 7    | 38   | 61   | 132  | 157  | 224  | 242  | 246  | 167  | 19    | 2    | 1298 |
| Источник: http://en.climate-data.org/location/25769/ |      |      |      |      |      |      |      |      |      |      |       |      |      |

## Население
Численность населения города растёт с перепадами: если в 1988 году здесь проживало 24 249 человек, в 1993 — 38 260, в 2003 — 24 661, то в 2013 — 28 008.

## История
В марте 1897 года Эмилем Жантилем на месте Кага-Бандоро основан пост Грибингуи. В 1898 году тот пост был переименован в Форт-Крампель, в честь исследователя Поля Крампеля. С 1960 года — в составе независимой Центральноафриканской Республики. В конце 2012 года в ходе Гражданской войны в Центральноафриканской Республике состоялись бои за город между правительственными войсками и мятежниками; в результате Кага-Бондоро перешёл под контроль последних.